# Martijn Kuiper
Martijn Kuiper (Ámsterdam, 26 de noviembre de 1970) es un actor neerlandés. Ha interpretado papeles en la televisión española y mexicana. En 2020 ganó el premio a mejor actor en el Festival Internacional de Cine de Morelia (FICM) por la película RICOCHET.

## Biografía
Kuiper nació el 26 de noviembre de 1970 en Ámsterdam. A los 20 años, se mudó a España, donde participó en diversas series y filmes. En 1997 debutó para el público de habla hispana en la comedia dramática Amor de hombre. Continuó su carrera apareciendo sobre todo en series de televisión como Los hombres de Paco y, en 2008, en la versión española de Sin tetas no hay paraíso. En 2010 apareció en la pantalla grande con la cinta de terror Secuestrados. Recientemente tuvo mayor presencia en producciones mexicanas: tuvo el papel regular de Gregory Jones en la cuarta temporada de Señora Acero, así como el de Cardozo en Sr. Ávila, y en 2018 apareció en la serie de Netflix Ingobernable.

## Filmografía

### Películas
| Año  | Título                  | Papel            | Notas        |
| ---- | ----------------------- | ---------------- | ------------ |
| 1997 | Amor de hombre          | Juan             |              |
| 1999 | La sombra de Caín       | El Holandés      |              |
| 2010 | Secuestrados            | Asaltante Fuerte |              |
| 2014 | Una semana de ocho días | Policía          |              |
| 2014 | Schimbare               | Radu             |              |
| 2015 | Último recuerdo         | Juan             | Cortometraje |
| 2015 | Dil Dhadakne Do         | Médico           |              |
| 2015 | La nube                 | Miguel           | Cortometraje |

### Televisión
| Año           | Título                                 | Papel               | Notas                                           |
| ------------- | -------------------------------------- | ------------------- | ----------------------------------------------- |
| 2000          | Los compañeros                         | El alemán           | Episodio: "Va a ser verdad que estás madurando" |
| 2001          | Antivicio                              | Alejandro           | Episodio: "Tiburones del este"                  |
| 2001 - 2002   | Al salir de clase                      | Encargado del CBC   | 16 episodios                                    |
| 2003          | Ana y los 7                            | Invitado            | 2 episodios                                     |
| 2003          | Los Serrano                            | Policía americano   | Episodio: "Sodoma y Gomera"                     |
| 2005          | Un paso adelante                       | Bailarín            | Episodio: "Que viene el loco"                   |
| 2005          | Aquí no hay quien viva                 | David               | Episodio: "Érase un vicio"                      |
| 2005          | Al filo de la ley                      | Petrovic            | Episodio: "Secuestro"                           |
| 2005          | Los hombres de Paco                    | Rol desconocido     | Episodio: "De la fosa al pilón"                 |
| 2007          | Cuarto de galón                        | Rodrigo             | 6 episodios                                     |
| 2008          | Dos de mayo, la libertad de una nación | Philippe Lenglén    | 9 episodios                                     |
| 2008          | Sin tetas no hay paraíso               | Anatoli             | 6 episodios                                     |
| 2009          | Somos cómplices                        | Harvey Slater       | 2 episodios                                     |
| 2011          | Ángel o demonio                        | Goran Bulajic       | Episodio: "Ojo por ojo"                         |
| 2011          | Águila Roja                            | Conde de Olsen      | 2 episodios                                     |
| 2013          | Libres                                 | Richard Van der Mer | Episodio: "El concierto"                        |
| 2014          | Velvet                                 | Joost Groen         | Episodio: "Noche de reyes"                      |
| 2016          | Entre correr y vivir                   | Valdini             |                                                 |
| 2016 - 2018   | Sr. Ávila                              | Cardoso             | 15 episodios                                    |
| 2017 - 2018   | Señora Acero                           | Gregory Jones       | 19 episodios (temporada 4)                      |
| 2018          | Ingobernable                           | Simón Chase         | 11 episodios                                    |
| 2018          | Run Coyote Run                         | Taylor              | Episodio: "Juguetes para los niños"             |
| 2018 - 2019   | Falsa identidad                        | Jim Chance          | 74 episodios (temporada 1)                      |
| 2019          | Toy Boy                                |                     | Episodio: "Juego de máscaras"                   |
| 2022 - 2023   | La Reina del Sur                       | Owen Withaker       | 3 episodios                                     |
| 2022          | Travesuras de la niña mala             | Sr. Richardson      |                                                 |
| 2023-presente | El Señor de los Cielos                 | Lucas Manzano       |                                                 |